# Kovelo
För andra betydelser, se Kovelo (olika betydelser).
Kovelo är en sjö i Sommarnäs i Somero i landskapet Egentliga Finland i Finland. Sjön ligger 121,0 meter över havet. Arean är 24 hektar och strandlinjen är 4,72 kilometer lång. Den  ingår i Karisåns huvudavrinningsområde.  Sjön ligger omkring 89 kilometer öster om Åbo och omkring 75 kilometer nordväst om Helsingfors. 
I sjön finns en tidvis bifurkation till insjön Heinjärvi som tillhör ett annat delavrinningsområde men inom Karisåns huvudavrinningsområde.